# التحالف من أجل الديمقراطية والاتحاد
التحالف من أجل الديمقراطية والاتحاد هو حزب ليبرالي في بوركينا فاسو. وهو جزء من التحالف من أجل الديمقراطية والاتحاد - التجمع الديمقراطي الأفريقي، وهو أكبر حزب معارض في البلاد.